# Nowe (gmina)
Pour les articles homonymes, voir Nowe (homonymie).
Nowe est une gmina mixte du powiat de Świecie, Couïavie-Poméranie, dans le centre-nord de la Pologne. Son siège est la ville de Nowe, qui se situe environ 33 km au nord-est de Świecie et 69 km au nord de Toruń.
La gmina couvre une superficie de 106,36 km2 pour une population de 10 745 habitants.

## Géographie
La gmina est bordée par les gminy de Dragacz, Grudziądz, Kijewo Królewskie, Płużnica, Pruszcz, Stolno, Świecie et Unisław.